# Jorres Risse
Jorres Risse, właściwie Reinhard Risse (ur. 27 stycznia 1976 w Berlinie) – niemiecki aktor teatralny, telewizyjny i filmowy.

## Wybrana filmografia
- 2006–2008: Jednostka specjalna (GSG 9 – Ihr Einsatz ist ihr Leben) jako Frank Wernitz
- 2007: U-900 jako major Healy
- 2008: 1½ Ritter – Auf der Suche nach der hinreißenden Herzelinde jako Kettenhund
- 2011: Trójkąt Bermudzki na Morzu Północnym (Bermuda-Dreieck Nordsee, TV) jako Laurenz
- 2012: Iron Sky (Żelazne niebo) jako Imperial SS Trooper
- 2012: Kobra – oddział specjalny (Alarm für Cobra 11 – Die Autobahnpolizei) jako Piet Richter
- 2014: Bajka o tym, co wyruszył, by nauczyć się bać jako Igor
- 2014: Tatort – Der sanfte Tod jako Hajo
- 2016-2017: SOKO Leipzig jako Rico Baerwald